# Brzezina, Tỉnh West Pomeranian
Brzezina [bʐɛˈʑina] (tiếng Đức: Falkenberg) là một ngôi làng thuộc khu hành chính của Gmina Dolice, thuộc hạt Stargard, West Pomeranian Voivodeship, ở phía tây bắc Ba Lan. Nó nằm khoảng 29 kilômét (18 mi) về phía đông nam của Stargard và 56 km (35 mi) về phía đông nam của thủ đô khu vực Szczecin.

Trước năm 1945, khu vực này là một phần của Đức. 
1. ↑  "Central Statistical Office (GUS) - TERYT (National Register of Territorial Land Apportionment Journal)" (bằng tiếng Ba Lan). ngày 1 tháng 6 năm 2008.